# Creil
Creil je mesto in občina v severnem francoskem departmaju Oise regije Pikardije. Leta 1999 je mesto imelo 30.675 prebivalcev.

## Geografija
Kraj leži v severni Franciji ob reki Oise, dobrih 40 km jugovzhodno od Beauvaisa in 50 km severno od Pariza.

## Administracija
Creil je sedež kantona Creil-Jug, v katerega je vključen južni del občine Creil. Njegov severni del pripada kantonu Creil-Nogent-sur-Oise s sedežem v Nogentu. Oba kantona se nahajata v okrožju Senlis.

## Pobratena mesta
- Marl (Nemčija),
- Pendle (Anglija, Združeno kraljestvo).